# Dixella wygodzinskyi
Dixella wygodzinskyi är en tvåvingeart som först beskrevs av Lane 1945.  Dixella wygodzinskyi ingår i släktet Dixella och familjen u-myggor. Inga underarter finns listade i Catalogue of Life.